# Timeless Sleep
『Timeless Sleep』（タイムレス スリープ）は、GARNET CROWの9枚目のシングル。2001年11月21日に発売された。

## 解説
この曲からフルサイズのプロモーションビデオが作られるようになった。プロモーションビデオは浜寺公園駅でロケが行われている。

## 収録曲
1. Timeless Sleep
  - 作詞：AZUKI七 / 作曲：中村由利 / 編曲：古井弘人

テレビ東京系アニメ『PROJECT ARMS』エンディングテーマ[1]
2. Timeless Sleep -groove more "call sky" mix-
  - 編曲：Miguel Sá Pessoa

歌詞が一部異なっている。
3. whiteout
  - 作詞：AZUKI七 / 作曲：中村由利 / 編曲：古井弘人
4. Timeless Sleep -instrumental-

## 収録アルバム
Timeless Sleep
- SPARKLE 〜筋書き通りのスカイブルー〜
- Best

表記はないが、「new recording」として再レコーディングされたバージョン。
- THE BEST History of GARNET CROW at the crest...

『Best』に収録されているバージョン。
- THE ONE 〜ALL SINGLES BEST〜
- GARNET CROW REQUEST BEST

『Best』に収録されているバージョン。
whiteout
- GOODBYE LONELY 〜Bside collection〜